# Demon (película)
Demon es una película de terror polaca de 2015 escrita y dirigida por Marcin Wrona. Se proyectó en la sección Vanguard del Festival Internacional de Cine de Toronto de 2015. Fue el último largometraje de Wrona, ya que se suicidó el 19 de septiembre de 2015 mientras promocionaba la película en el Festival de Cine de Gdynia.

## Reparto
- Itay Tiran como Piotr "Pyton"
- Agnieszka Zulewska como Zaneta
- Tomasz Schuchardt como "Jasny"
- Andrzej Grabowski como el padre de Zaneta
- Tomasz Ziętek como Ronaldo
- Katarzyna Herman como Gabryjelska
- Maria Dębska como Hana
- Adam Woronowicz como Doctor